# المسيحية في البنغال الغربية

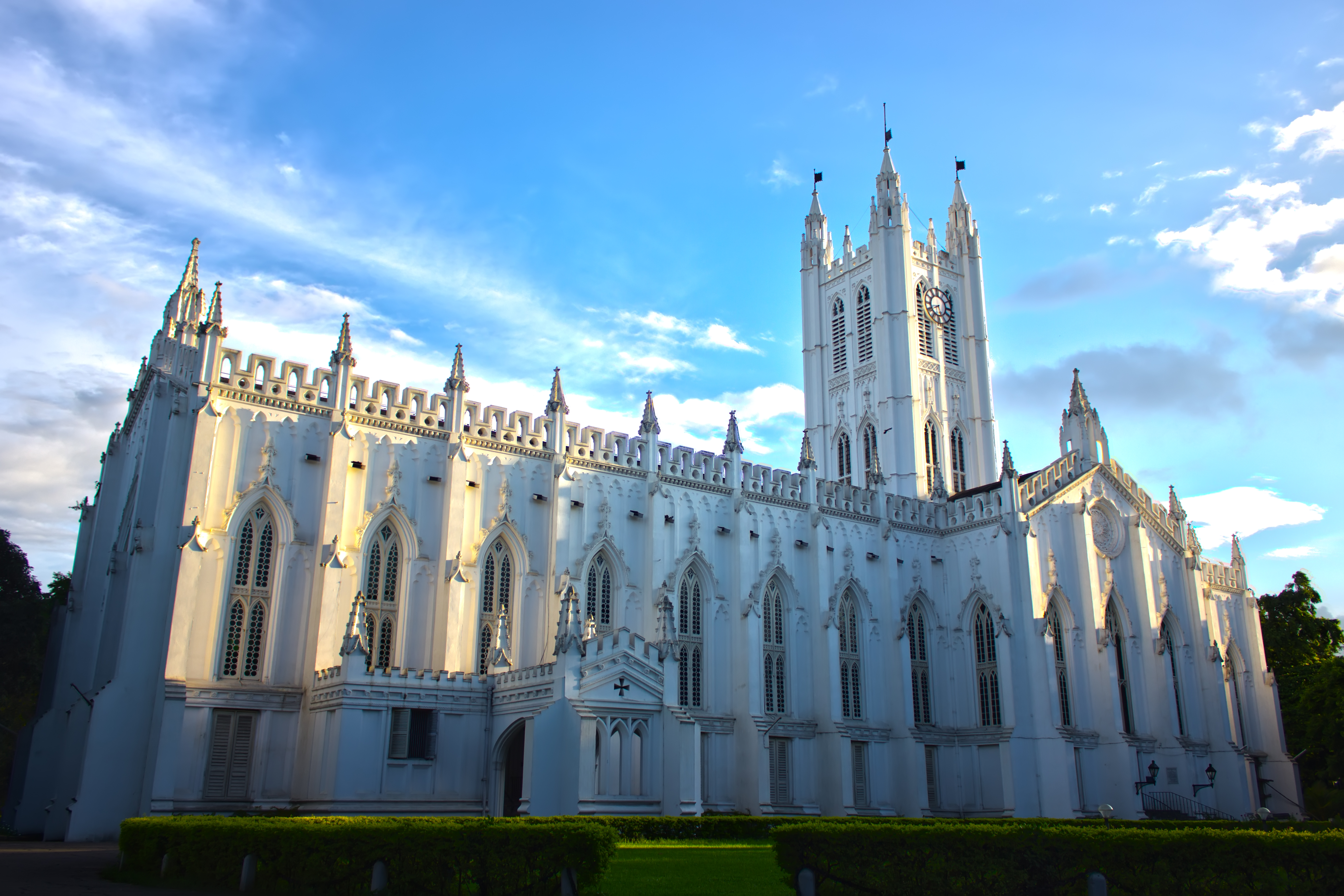
كاتدرائية القديس بولس في كالكوتا.

المسيحية في ولاية البنغال الغربية الهندية هي أقلية دينية. إذ وفقًا لتعداد السكان عام 2001، وصل عدد المسيحيين حوالي 515,150 نسمة في ولاية البنغال الغربية، أو 0.6% من مجمل السكان. على الرغم من أنّ الأم تريزا عملت وبشرت في مدينة كالكوتا، الاّ أنّ المسيحية هي أقلية في كالكوتا. ولاية البنغال الغربية لديها أكبر عدد من البنغاليين المسيحيين. وقد أنشئت أولى الجماعات المسيحيّة البنغالية منذ القرن السادس عشر مع قدوم البرتغاليين إلى البنغال. في وقت لاحق في القرنين التاسع عشر والعشرين، تحويل العديد من أبناء الطبقة العليا البنغاليين إلى المسيحية خلال عصر النهضة البنغالية تحت الحكم البريطاني، بما في ذلك كريشنا موهان بانيرجي وأنيل كومار ربح.
يعتبر البنغاليين المسيحيين أقلية نموذجية، نظرًا لمساهمتهم الهامة في الثقافة البنغالية والمجتمع في القرنين الماضيين. كذلك يعتبر المجتمع المسيحي البنغالي من بين أكثر المجتمعات تقدمَا في البنغال، ويملكون معدل الإلمام بالقراءة والكتابة الأعلى في الولاية، فضلًا عن أدنى نسبة الجنس بين الذكور والإناث، كما يملك المسيحيين البنغاليين أفضل وضع اجتماعي واقتصادي مقارنًة في الجماعات الدينية الأخرى في الولاية. يملك المبشرين المسيحيين مؤسسات اجتماعية عديدة كبرى والتي تتعامل مع التعليم والرعاية الصحية، مثل تلك التي تديرها الكنيسة الرومانية الكاثوليكية واليسوعيين، والكنيسة البروتستانتية في شمال الهند.